# Universidad Nacional de la Patagonia San Juan Bosco

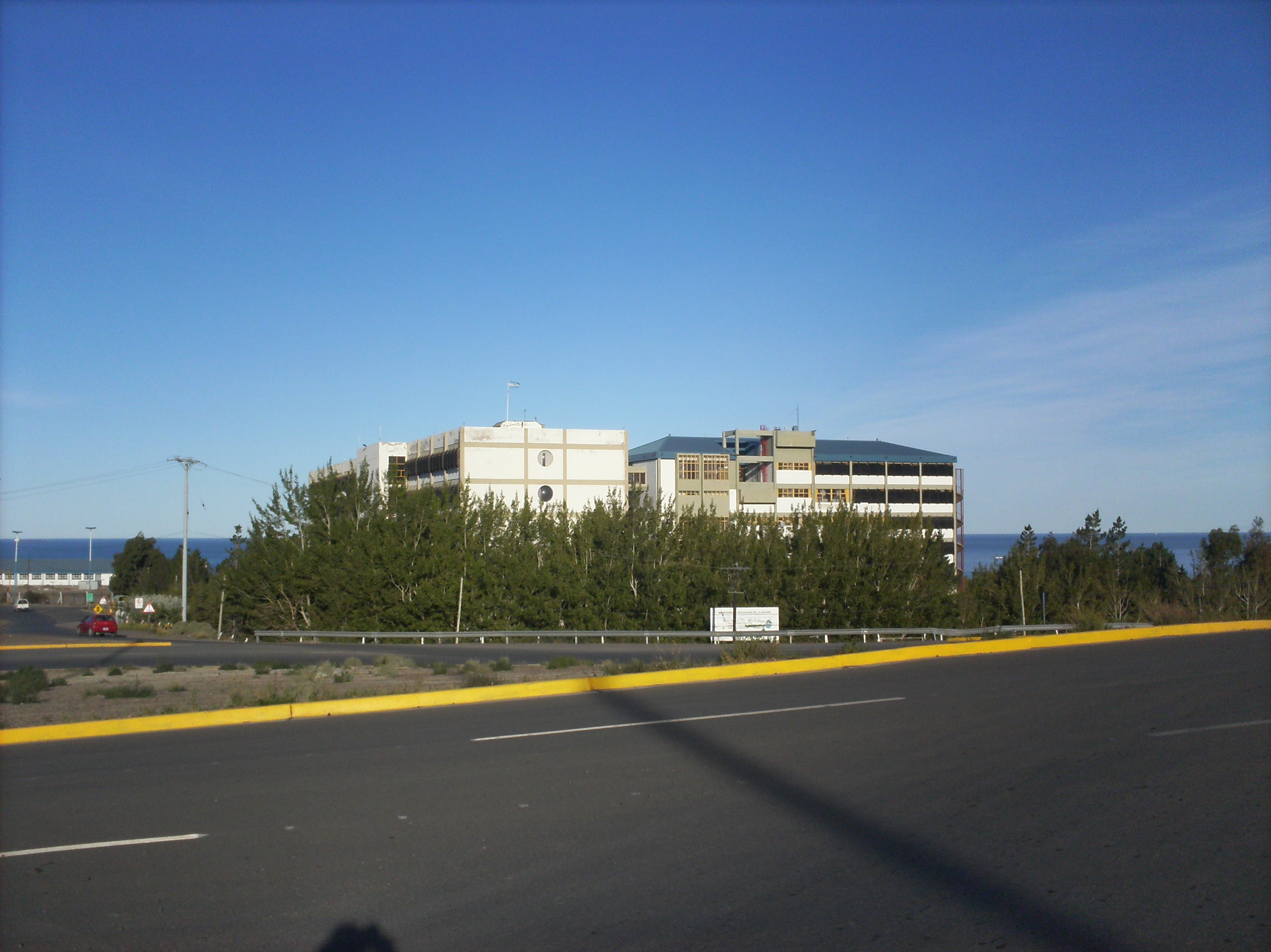
Edificio principal de la UNPSJ en Comodoro Rivadavia.

La Universidad Nacional de la Patagonia San Juan Bosco, con sus siglas abreviadas «UNP» o de modo completo «UNPSJB», es una universidad pública argentina con sede central en la ciudad de Comodoro Rivadavia, provincia de Chubut. También posee sedes en Esquel, Trelew y Puerto Madryn, en la misma provincia.
Su comienzo data del 4 de mayo de 1974 donde se hizo presente la institución en Comodoro, como una conquista popular. Pese a esto se hizo oficial tal proclama cuando fue fundada por la ley 22.713 del 25 de febrero de 1980 por la fusión de la Universidad de la Patagonia San Juan Bosco -de régimen privado- y la Universidad Nacional de la Patagonia.
En el año (2021) contó con 19053 alumnos en sus cinco sedes.

## Historia

### Antecedentes
La institución tiene un accidentado pasado, a causa de las naturales dificultades para prestar educación superior en la escasamente poblada Patagonia. La primera iniciativa en este sentido surgió cuando un grupo de vecinos fundó por suscripción la Universidad Popular de la Patagonia data desde 1943 y se mantuvo hasta 1950 impartiendo enseñanza del nivel medio técnica y de especialización. Además, realizando investigaciones y divulgación en temas patagónicos. Otras de las instituciones antesesoras de la universidad se erigió en 1947 con el Instituto Superior de Estudios Patagónicos impulsado por la entonces Gobernación Militar de Comodoro Rivadavia. El instituto acercó la actividad científica a la región mediante el apoyo a investigadores en temas científicos e históricos. El apoyo nacional incluía el plan de crear una universidad nacional con sedes en Comodoro Rivadavia, Trelew, Esquel y Río Gallegos. De este modo, en septiembre de 1949, la Cámara de Senadores aprobó el proyecto de creación de la Universidad Nacional de la Patagonia, con Sede en Comodoro Rivadavia y Facultades en Trelew, Esquel y Río Gallegos, pero la iniciativa no prosperó en la Cámara de Diputados.
La desaparición de la UPP dejó a la región sin instituciones superiores hasta la fundación en 1959 del Instituto Universitario de la Patagonia, con sede en Comodoro Rivadavia, que proporcionaba formación en ingeniería, química, geología y humanidades. El Instituto estaba en manos de la congregación Salesiana teniendo carácter confesional y privado. En tanto, para desenvolver sus labores utilizaba la infraestructura del Colegio Salesiano Deán Funes y se organizaba en dos Escuelas - una de Ciencias, con carreras de Geología, Bioquímica, Farmacia y las Ingenierías, y otra de Humanidades, con carreras de Letras, Historia y Geografía. En 1967 tuvo lugar la primera colación de grados, y en 1968 se colocó la piedra fundamental y se iniciaron los trabajos en el amplio predio de Km 4 donde hoy funciona la Ciudad Universitaria. Este instituto funcionó hasta 1961, año en que se transformó en la Universidad de la Patagonia San Juan Bosco, siendo reconocida como tal por el Poder Ejecutivo Nacional, por el Decreto 2.850 del 18 de abril de 1963.
Mientras tanto, en Trelew la solicitud popular obtuvo en 1965 del gobierno provincial la fundación de un Instituto de Estudios Superiores que sería adscripto a la Universidad Nacional del Sur; el Instituto dictaba carreras universitarias e matemáticas, historia, geografía, letras, ingeniería civil y agropecuaria y contabilidad, solapándose en parte con la oferta de la universidad privada. El IDES contó con una gran población estudiantil y una relativa autonomía; en 1971 la UNS acordó concederle un reglamento interno propio dentro del marco de la universidad.
En 1972 Comodoro Rivadavia se ve sacudida por el movimiento estudiantil que empezó a reclamar por una mejor formación, mayor nivel de exigencia y apertura al diálogo con las autoridades. En relación con esto y en forma coincidente con una política nacional del plan Taquini  que promovía la creación de nuevas Universidades Nacionales, se gestó en esa ciudad una Comisión Promotora para la creación de una Universidad Nacional.
Es así que el 23 de abril de 1973 se sancionó la ley 20.296 que creaba la Universidad Nacional de la Patagonia. La Universidad Nacional de la Patagonia se puso en funcionamiento el 4 de mayo de 1974. Entre sus objetivos estaban:
- "Evitar las migraciones de jóvenes, futuros protagonistas de la grandeza de la región".
- "Contar con recursos humanos de alto nivel de capacitación para explotar la riquezas patagónicas (recursos mineros, marítimos, etc.)".
- "Producir la integración regional, nacional y con otros países, especialmente los latinoamericanos, a través de ayuda e intercambios".

En 1975, la actividad de la recién creada Universidad Nacional de la Patagonia se expandió a Esquel donde se preveía desarrollar los ciclos básicos de varias carreras. La oferta de la universidad y la de la privada mostraban un gran solapamiento, lo que dio lugar a múltiples conflictos en los años siguientes hasta que en 1979 se decidió unificarlas. Fue así que se creó la Universidad Nacional de la Patagonia San Juan Bosco (UNPSJB) por la ley 22.173 del 25 de febrero de 1980, que unificó ambas universidades de la Patagonia en una nueva de carácter público y laico. El 25 de marzo de 1981 se ratificó el convenio celebrado entre el Gobierno de la Provincia del Chubut y la Universidad Nacional de la Patagonia San Juan Bosco, por el cual la provincia transfirió el Instituto Universitario de Trelew a la UPSJB. En noviembre de 1983 se aprobó la creación del Colegio Universitario Patagónico (CUP) en Comodoro Rivadavia. El 30 de octubre de 1984 se creó la Sede Ushuaia, en Tierra del Fuego. El 14 de diciembre de 1984, se creó la Sede Puerto Madryn.

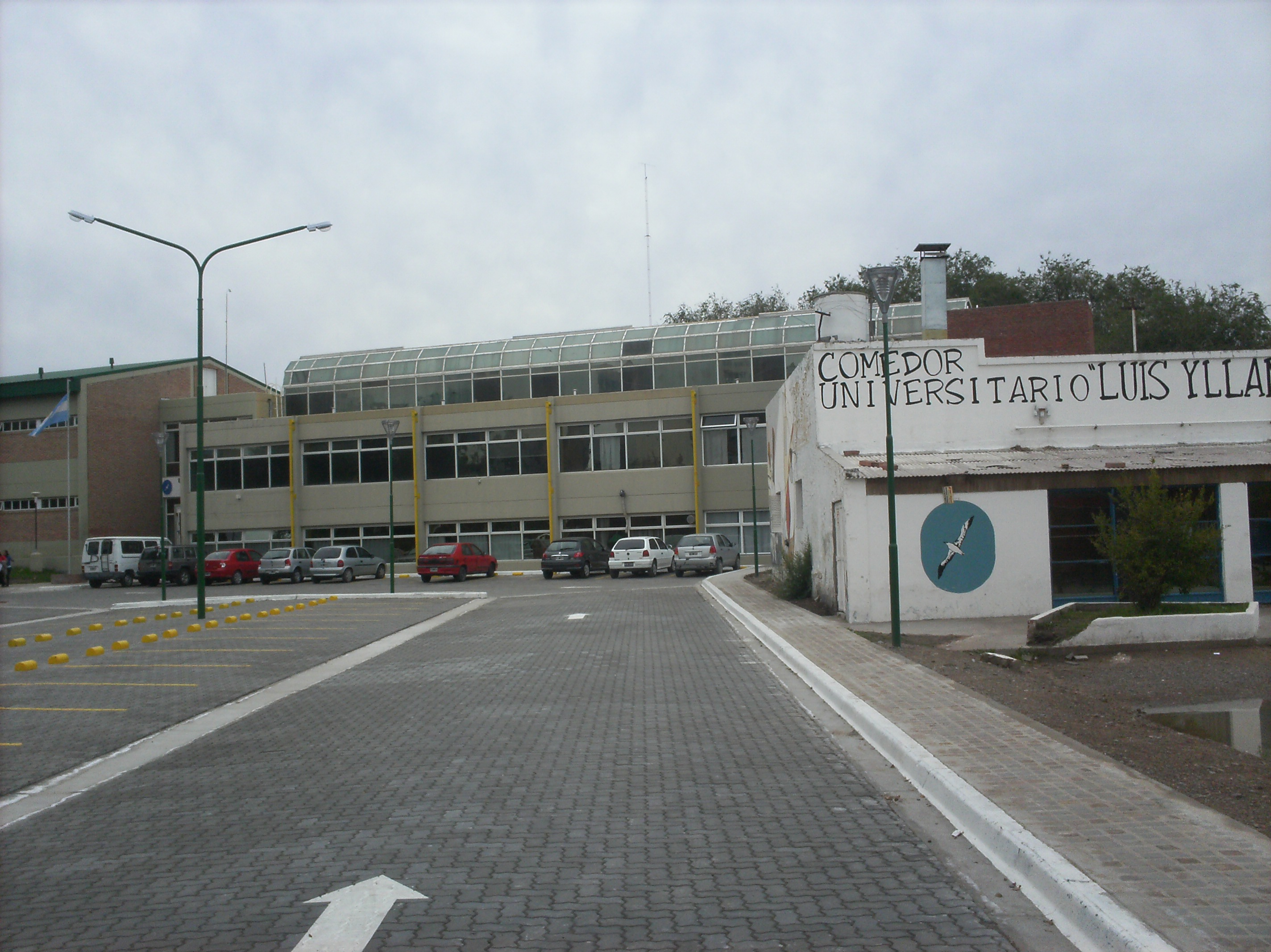
La sede de UNPSJB en Trelew.

### Años recientes y actualidad

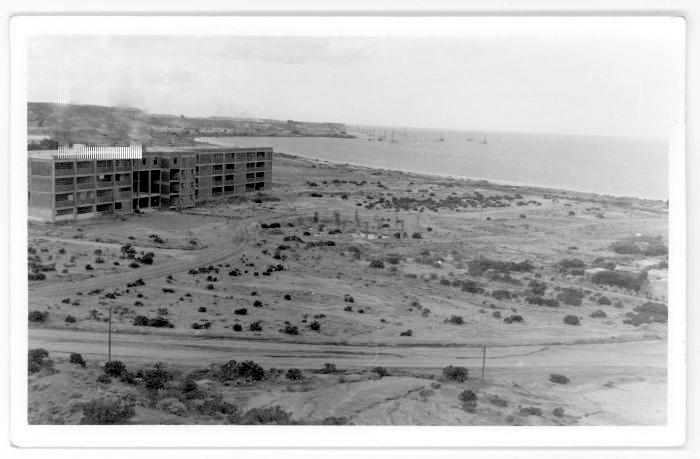
La universidad en construcción a principios de los setenta.

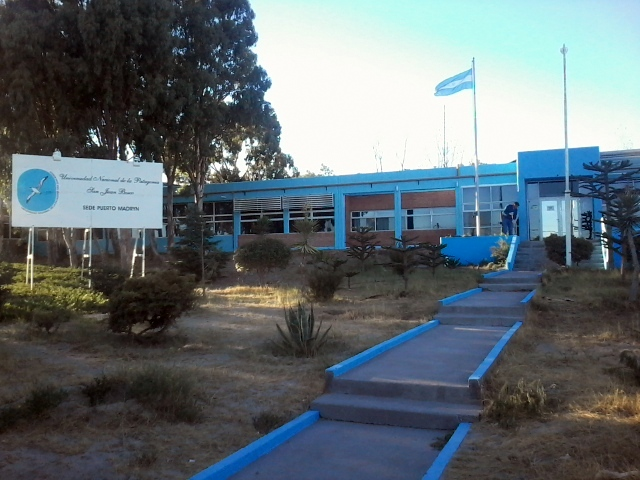
Entrada a la sede en Madryn de la universidad de la Patagonia

En 1991, la UBA y la UNPSJB aúnan sus esfuerzos en pos del dictado de la Carrera de Licenciatura en Ciencia Política a distancia en ambas instituciones. Para ello, se establecieron diversos acuerdos interinstitucionales que posibilitaron que cada una de estas universidades nacionales contribuyera a esta iniciativa académica de gran envergadura. Su producción escrita es el resultado de un trabajo intelectual que fue realizado por profesionales pertenecientes a dos instituciones: la Universidad de Buenos Aires, a través de su Programa Institucional de Educación a Distancia UBA XXI, y la Universidad Nacional de la Patagonia San Juan Bosco, representada por la Facultad de Humanidades y Ciencias Sociales y la Dirección de Educación a Distancia, dependiente de la Secretaría Académica.

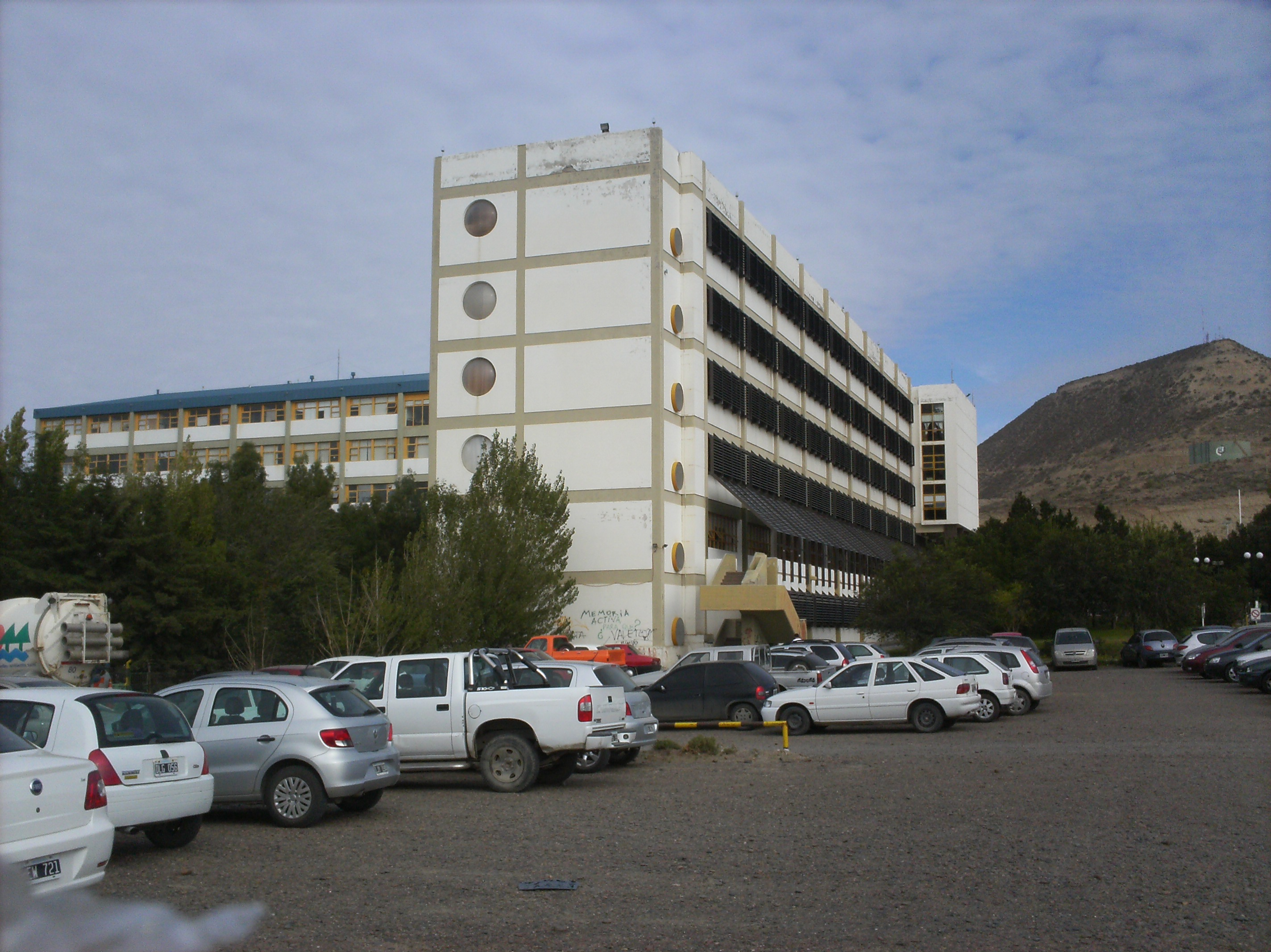
Sede principal de la UNPSJB con sus 2 cuerpos, conteniendo en el principal al CUP. Km 4, Comodoro Rivadavia.

Debido a la privatización de Yacimientos Petrolíferos Fiscales, desde el 11 de agosto de 1993, la universidad se encarga de la administración del Museo Nacional del Petróleo.
En el año 2005 se abrió al público el Jardín del Árido Patagónico, jardín botánico dependiente del Departamento de Biología de esta Universidad.
Para principios de 2009 la universidad registró más ingresantes. Según las autoridades universitarias esto demuestra, en una primera lectura, los efectos de una paulatina mejora en la calidad de la oferta de las unidades académicas y de una mejor inserción territorial. El aumento, si se analiza el porcentaje de crecimiento de la cantidad de aspirantes a ingreso en cada una de las sedes de asentamiento de la UNPSJB, tuvo un comportamiento dispar: desde 100% para las Sedes Puerto Madryn y Ushuaia, 50% en Comodoro Rivadavia, 27% en Esquel y 2% en la Sede Trelew.
En mayo de 2009 comenzó el debate que terminó dando a separación de la sede de Ushuaia que tras presiones de diputados fueguinos del A.R.I. y problemas presupuestarias se convirtió en la Universidad Nacional de Tierra del Fuego, lo que se concretó en 2011. Para 2013 fue elegida junto a otras 25 universidades para colaborar con el INDEC con los datos del índice de la inflación.
Tras un intenso debate y construcción de plan de estudios, inició la inscripción y cursado de la carrera de medicina. La nueva carrera se emplaza dentro de la facultad de Ciencias Naturales. La elección de esta facultad se dio sobre la base de que allí funcionan los departamentos de Bioquímica, Farmacia y Enfermería), presencia de laboratorios y estructura edilicia y equipamiento. El motivo para la creación de esta carrera fue la escasez de personal médico en Comodoro, la ciudad más grande del sur, que mayor cantidad de consultas tiene y su radio de influencia es mayor, ya que se atiende gente de ciudades cercanas, de la provincia de Santa Cruz.

### Oferta académica para malvinenses
En 2015 se anunció que el 1 de septiembre de 2015, la Universidad abrirá sus puertas a los habitantes de las islas Malvinas. La oferta académica fue traducida al idioma inglés, se diseñaron cursos de nivelación de idiomas y se estableció un régimen de becas especiales. De esa manera, la universidad se convirtió en la primera de Argentina en extender su oferta académica a los malvinenses.

## Facultades y carreras
| Facultades                                | Sede Principal     | Pregrado | Grado |
| ----------------------------------------- | ------------------ | --- | --- |

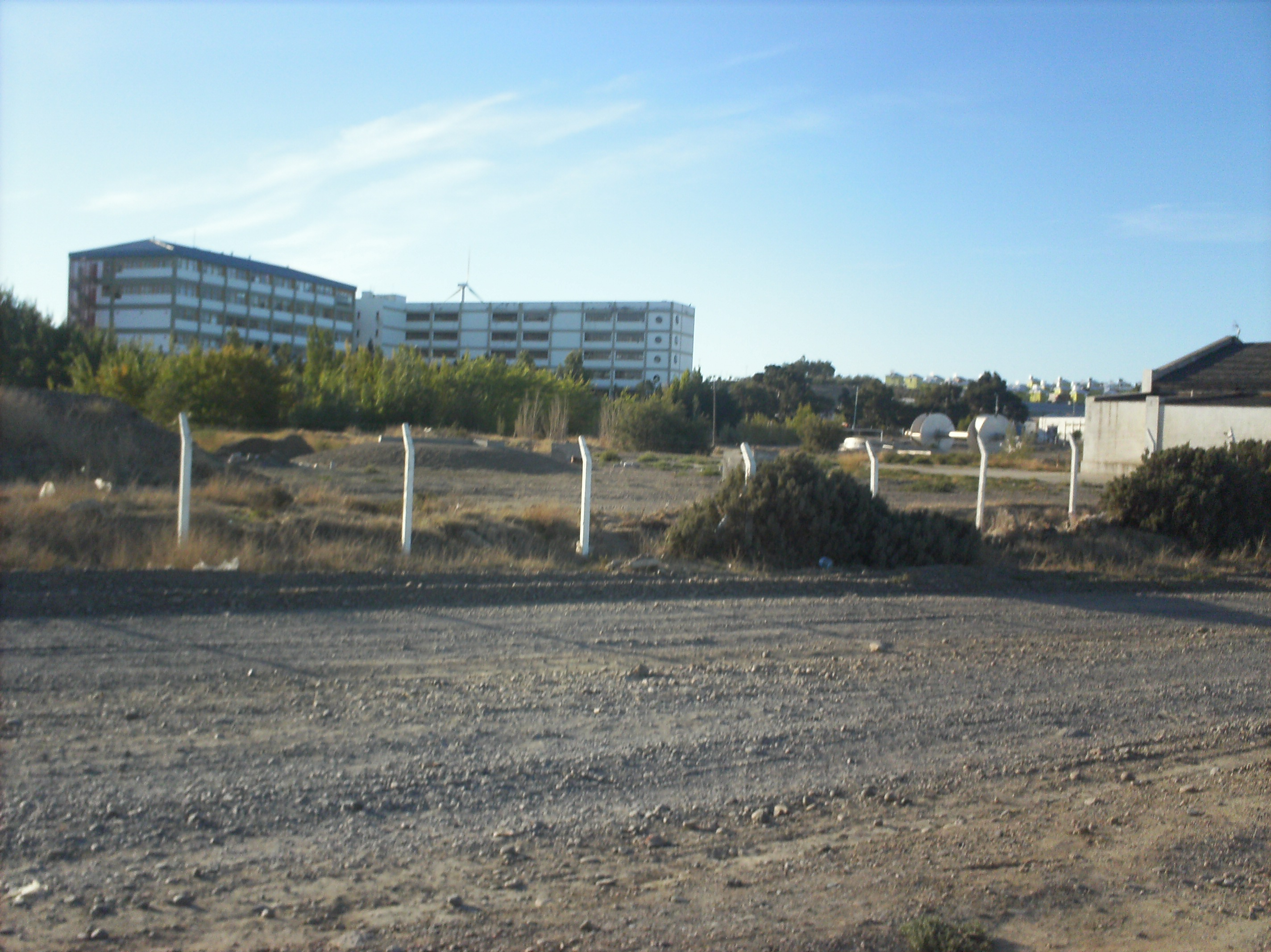
Vista parcial de la ciudad universitaria desde la playa.

| Humanidades y Ciencias Sociales           | Comodoro Rivadavia | - Tecnicatura en Turismo - Tecnicatura SIG - Tecnicatura Universitaria en Gestión Ambiental - Tecnicatura en Redacción de textos - Tecnicatura en Gestión y Mediación Cultural (Virtual) | - Licenciatura en Ciencia Política (Virtual) - Licenciatura en Comunicación Social - Licenciatura en Trabajo Social - Licenciatura en Letras - Licenciatura en Historia - Licenciatura en Geografía - Licenciatura en Gestión Ambiental - Licenciatura en Turismo - Licenciatura en Ciencias de la Educación - Profesorado en Ciencias de la Educación - Profesorado en Letras - Profesorado en Historia - Profesorado en Geografía - Profesorado en Historia EGB - Profesorado en Geografía EGB y Polimodal - Profesorado en Letras EGB y Polimodal |
| Ciencias Naturales y Ciencias de la Salud | Comodoro Rivadavia | - Tecnicatura Universitario en Protección Ambiental - Tecnicatura Universitaria en Química - Tecnicatura en Producción Agropecuaria (a término) | - Bioquímica - Tecnicatura Universitaria en Enfermería - Medicina - Tecnicatura Universitaria Laboratorio - Licenciatura en Farmacia - Geología - Licenciatura en Ciencias Biológicas - Licenciatura en Química - Licenciatura en Enfermería - Licenciatura en Protección y Saneamiento Ambiental - Profesorado en Ciencias Naturales para 3.er Ciclo de EGB y Polimodal - Profesorado en Ciencias Biológicas |
| Ciencias Económicas                       | Trelew             | - Técnico en Gestión y Administración de Universidades (Virtual) - Técnico Universitario en Administración Bancaria - Técnico Universitario en Administración de Cooperativas - Técnico Universitario en Administración Ambiental - Técnico Universitario en Administración Pública - Técnico Universitario Contable | - Contador Público - Licenciatura en Administración de Empresas Turísticas - Licenciatura en Administración - Licenciatura en Economía |
| Ciencias Jurídicas                        | Comodoro Rivadavia | - Martillero Público y Corredor en sedes Trelew y Esquel - Criminalista en sedes Comodoro Rivadavia y Puerto Madryn | - Abogacía - Abogado Especialista en Magistratura |
| Ingeniería                                | Comodoro Rivadavia | - Analista Programador Universitario | - Ingeniería Civil Orientación Construcciones - Ingeniería Civil Orientación Hidráulica - Ingeniería Química - Ingeniería Mecánica - Ingeniería Industrial - Ingeniería Electrónica - Ingeniería en Petróleo - Ingeniería Forestal - Licenciatura en Matemática - Licenciatura en Informática - Licenciatura en Higiene y Seguridad en el Trabajo - Profesorado en Matemática |

## Sedes
| Sede               | Carácter |
| ------------------ | --- |
| Comodoro Rivadavia | Sede Principal, asiento del rector e importante desarrollo en ciencias químicas, industriales y de hidrocarburos.       |
| Trelew             | Sede Principal del decanato de Ciencias Económicas, desarrollo notable en ciencias económicas y segunda en importancia. |
| Puerto Madryn      | Sede reconocida a nivel nacional por su desarrollo en ciencias biológicas.                                              |
| Esquel             | Única sede de la cordillera chubutense.                                                                                 |

## Biblioteca Central "Dr. Eduardo A. Musacchio"
Desde hace 50 años la Biblioteca Central "Dr. Eduardo A. Musacchio" acompaña el desarrollo académico y científico de la UNPSJB. Esta biblioteca universitaria es la sede central del sistema de bibliotecas de la universidad, y está ubicada en el primer subsuelo del edificio universitario, en la Ciudad Universitaria-km4 de la ciudad de Comodoro Rivadavia.
La Biblioteca Central se formó el 13 de agosto de 1984 como parte del proceso de normalización de la universidad, que contempló la formación de las distintas sedes y sus facultades.  El nombre de la biblioteca fue designado recientemente, en homenaje a Eduardo A. Musacchio, destacado profesor de la universidad y prolífico investigador científico.
Entre los servicios ofrecidos, se encuentran la consulta de material bibliográfico académico, préstamo en sala y a domicilio, sala de lectura con servicio de Internet, adaptación de materiales para ciegos, préstamos interbibliotecarios, cursos y talleres de capacitación, un catálogo en línea, un repositorio digital institucional y un portal de revistas académicas.
Como parte de su colección bibliográfica, destaca su hemeroteca que reúne el archivo de los periódicos locales destacados del s. XX: El Patagónico y Diario Crónica; además del archivo digitalizado del desaparecido diario El Chubut (1921-1967). La recuperación, preservación y conservación de estos periódicos de significativo valor histórico, implicó un trabajo colaborativo de la biblioteca junto a investigadores locales, accediendo a subsidios del CEHIPE- Fundación Bunge y Born.
La biblioteca adopta las normas internacionales de catalogación bibliográfica y el uso del software libre (KOHA), lo cual le permite ser parte de catálogos colectivos de relevancia para la investigación científica, como el Catálogo Colectivo de Publicaciones Periódicas del Centro Argentino de Información Científica y Tecnológica.

## Museo
La universidad posee el Museo Nacional del Petróleo que abrió sus puertas el 13 de diciembre de 1987. El 11 de agosto de 1993, es transferido a la Universidad Nacional de la Patagonia, debido a la privatización de YPF. En abril de 1997, fue declarado Bien de interés histórico y cultural, mediante la Ley N° 24.799. Hoy es considerado uno de 3 más grande en su tipo del mundo.

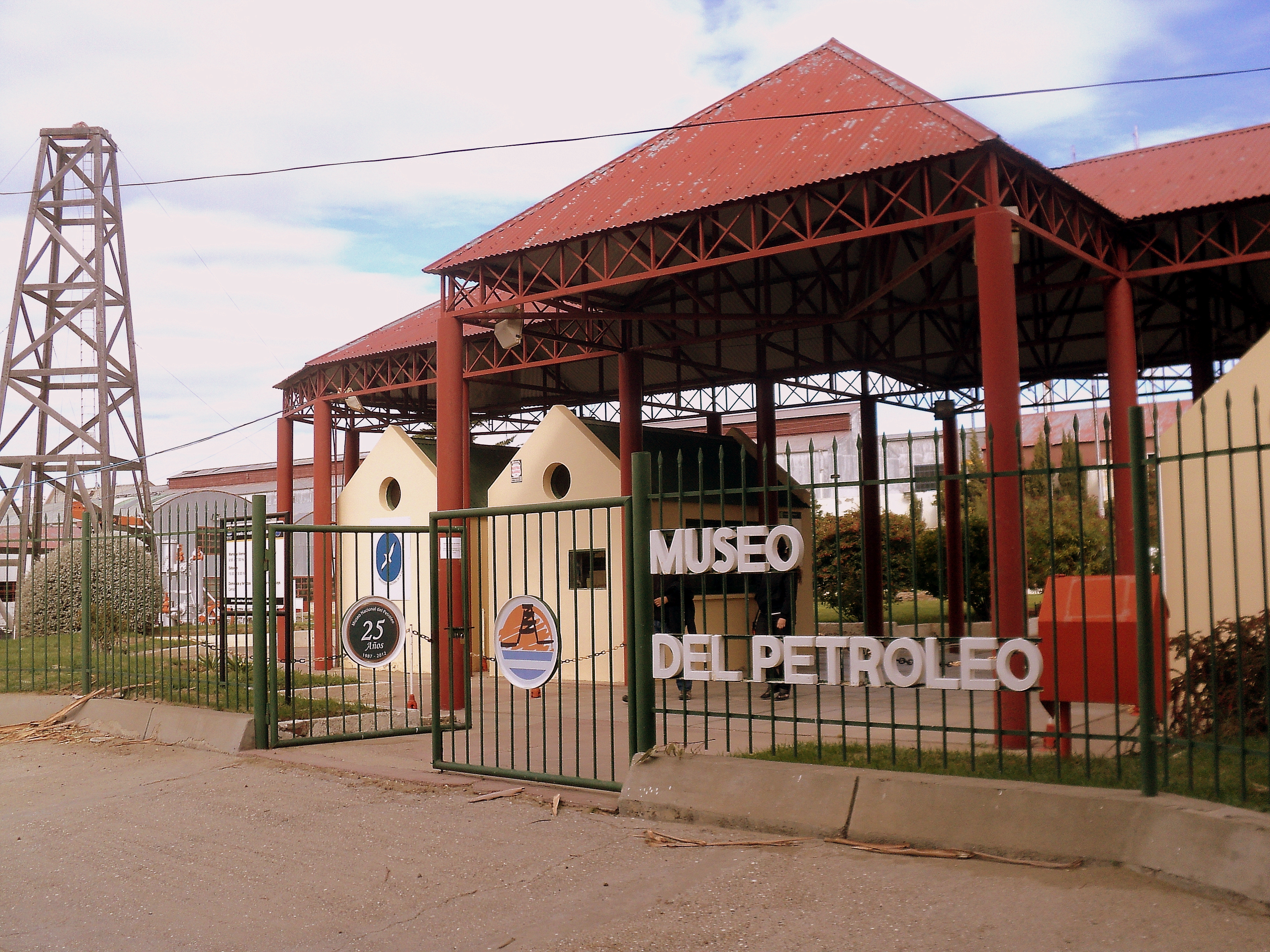
Puerta de ingreso al museo del Petróleo que además contiene piezas del ferrocarril de Comodoro Rivadavia

## Relación con otras universidades
La institución patagónica es parte de Asociación de Universidades Sur Andina (AUSA), la cual pretende establecer y estrechar vínculos institucionales de colaboración en la búsqueda de un espacio común que posibilite el desarrollo progresivo de la integración regional, en especial con las universidades de Chile y con el CONICET. La asociación se conforma, además de esta, por las universidades de Cuyo, del Comahue, de la Patagonia Austral y la recientemente Universidad Nacional de Río Negro.

## Rectores
Fueron rectores de la UNPSJB desde su inicio:
- 1974-1976 Ing. Silvio Grattogni (Rector normalizador)
- 1976-1980 Delegados militares y civiles (Autoridades designadas por el PEN)
- 1980-1983 Rvdo. Lic. Norberto Sorrentino O.P. (Rector designado por el PEN)
- 1983-1986 Ing. Aldo López Guidi (Rector normalizador)
- 1986-1989 Prof. Hércules Pinelli (Rector) y Lic. Arturo Canero (Vicerrector)
- 1989-1992 Dr Manuel Vivas (Rector) y Prof. María Susana León (Vicerrectora)
- 1992-1995 Lic. Arturo Canero (Rector) e Ing. Aldo López Guidi (Vicerrector)
- 1995-1998 Ing. Hugo Bersán (Rector) y Prof. Beatriz Malbos (Vicerrectora)
- 1998-2001 Ing. Hugo Bersán (Rector) y Geól. Mario Grizinik (Vicerrector)
- 2001-2005 Ing. Hugo Bersán (Rector) y Prof. Norma Fuentes (Vicerrectora)
- 2005-2009 Cdor. Jorge Gil (Rector) y Prof. Elsa Bonini (Vicerrectora)
- 2009-2013 Geól. Adolfo Genini (Rector) y Prof. Alicia Boraso (Vicerrector)
- 2013-2017 Cdor. Alberto Ayape (Rector) y Mag. Lic. Lidia Blanco (Vicerrectora)
- 2017-2021 Dr. Ing. Carlos Manuel De Marziani (Rector) y Dra. Fcia. Mónica Freile (Vicerrectora)
- 2021- y continúa (2025) Msc. Antonia Lidia Blanco (Rector) y Esp. Walter Orlando Carrizo (Vicerrector)